# Sandane Lufthavn, Anda
Sandane Lufthavn, Anda (nynorsk:Sandane lufthamn, Anda IATA: SDN, ICAO: ENSD) er en lufthavn i Gloppen kommune i Sogn og Fjordane fylke i Norge. Den ejes og drives av Avinor AS. Lufthavnen ligger nord for kommunecenteret Sandane, på en halvø mellem Utfjorden og Gloppefjorden. Lufthavnen blev åbnet i 1975 som lufthavn for Nordfjord-området.
Lufthavnen havde før udvidelsen en 800 meter lang rullebane som er øst-vest-gående (og derfor nummereret 09/27), på tvers af halvøen. Denne rullebanen forlenges nå mod vest, over  E39 som legges i tunnel under rullebanen. Lufthavnen ligger i kuperet terræn, og turbulens gør at landing ved Anda kan være krævende. 
Widerøe driver de eneste ruteflyvninger til Anda, med direktefly til Sogndal (Sogndal Lufthavn, Haukåsen), Oslo (Oslo Lufthavn, Gardermoen), og daglige afgange til Bergen (Bergen Lufthavn, Flesland).
Vejafstande:
- Sandane: 10 km. 15 min.
- Nordfjordeid: 15 km + færge. 30-60 min.
- Stryn: 75 km. 100 min.
- Måløy: 66 km + færge. 100-130 min.
- Volda: 50 km + 2 færger. 100-160 min.

Busforbindelse til Sandane og Nordfjordeid (og videre) på E39 ved lufthavnen. Flytaxa-tilbud til Nordfjordeid.

## Destinationer
|       | Flyselskab | Destinationer                                 |
| ----- | ---------- | --------------------------------------------- |
| Norge | Widerøe    | Bergen, Oslo-Gardermoen, Sogndal, Ørsta/Volda |

61°49′48″N 6°6′21″Ø / 61.83000°N 6.10583°Ø